# John Archibald Wheeler
John Archibald Wheeler (Jacksonville, Florida, 9 de juliol de 1911 - 13 d'abril de 2008) fou un físic teòric nord-americà. Es va doctorar a la Universitat Johns Hopkins. Va fer importants avanços en física teòrica.
Entre els seus treballs importants hi apareixen la introducció de la matriu S que és indispensable en física de partícules. A més va ser un dels pioners en la teoria de fissió nuclear.
Juntament amb Gregory Breit, Wheeler va desenvolupar el concepte del procés Breit–Wheeler per a descriure teòricament la producció d'un parell electró-positró en la fusió de dos fotons: γγ→e+e-